# 고형차

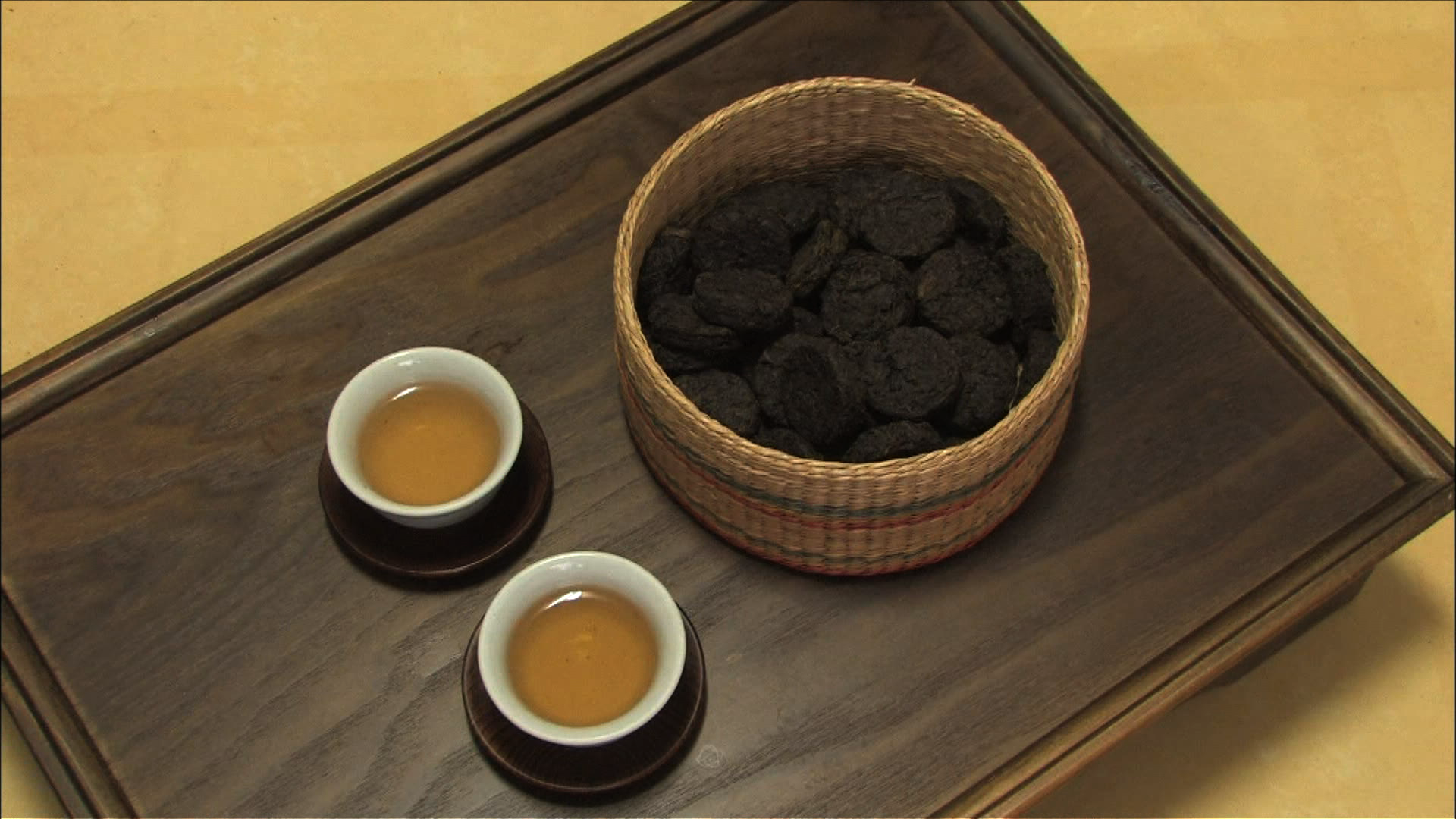
한국의 떡차

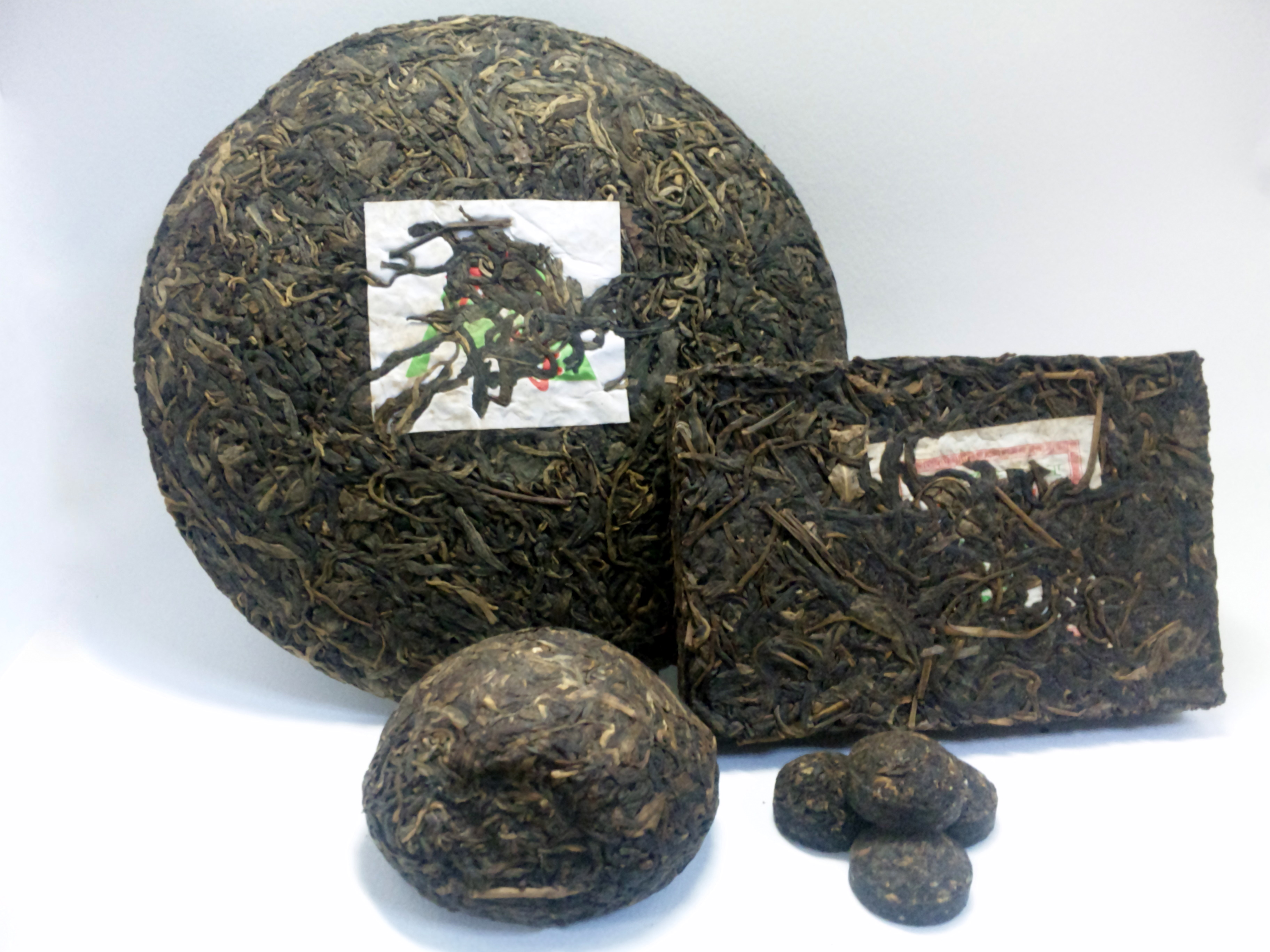
떡차(병차), 덩이차(단차), 벽돌차(전차) 등 고형차

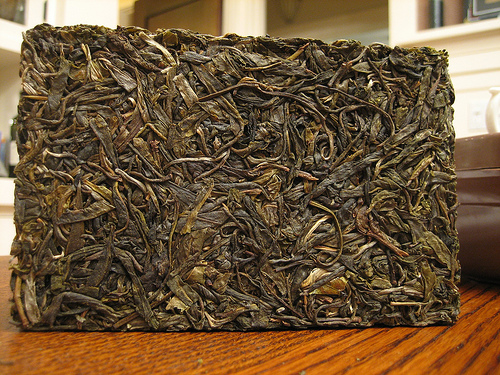
전차 형태의 보이차

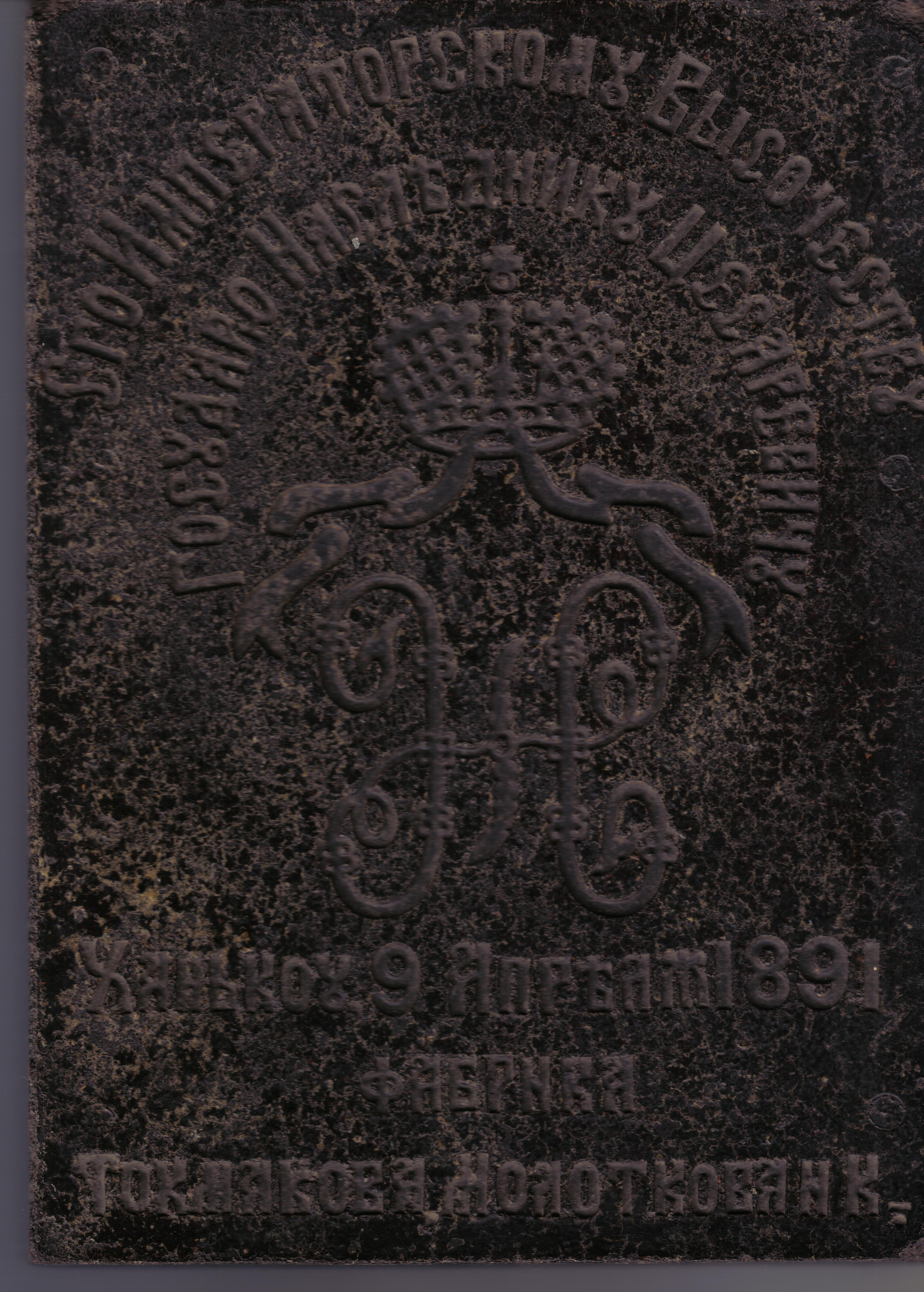
1891년 니콜라이 2세에게 선물로 전해졌던 전차

고형차(固形茶, 영어: compressed tea, tea bricks, tea cakes, tea lumps, tea nuggets)는 다음과 같은 뜻들이 있다.
- 차나무의 잎에서 유래한 고형차

홍차, 녹차, 후발효차의 잎을 잘게 빻은 것을 틀에 넣어 박은 것으로, 모양에 따라서 덩이차/단차(團茶), 벽돌차/전차(磚茶), 떡차/병차(餠茶) 등으로 부른다. 전라남도 해안 지역에서는 엽전 모양으로 만든 고형차인 돈차/전차(錢茶)를 청태전(靑苔錢)으로 부르기도 한다.
전차는 명나라 이전의 중국에서 흔히 생산되었고, 사용되었다. 현대에는 전차가 흔히 사용되지는 않지만, 보이차 등의 많은 후발효차가 벽돌이나 원반 등의 형태로 생산된다. 전차는 주로 물에 넣어 우려 마시며, 때때로 물에 넣지 않은 채 식량으로 섭취하기도 한다. 과거에는 전차를 통화로 사용하기도 하였다.
- 차나무의 잎에서 유래한 것과 무관한 고형차

대한민국 식품공전에서 정의하는 다류는 차나무의 잎(찻잎)에서 유래한 차인지, 차나무의 잎에서 유래하지 않은 대용차인지 구분하지 않는다. 이 정의에 따른 다류에 속하는 고형차는 식물성 원료를 주원료로 가공한 분말 등 고형의 기호성 식품을 뜻한다. 이 고형은 차나무의 잎에서 유래한 고형차와 유래하지 않은 고형차 모두를 총칭한다.

## 참고 문헌
- Wolfgang Bertsch, 2006 The Use of Tea Bricks as Currency among the Tibetans (- Der Gebrauch von Teeziegeln als Zahlungsmittel bei den Tibetern" Der Primitivgeldsammler), Europäische Vereinigung zum Erforschen, Sammeln und Bewahren von ursprünglichen und außergewöhnlichen Geldformen (European Association for the Research, Collection and Preservation of Original and Curious Money), No. 75
- Cao J., Zhao Y., Liu J.W., (1998), "Safety evaluation and fluorine concentration of Pu'er brick tea and Bianxiao brick tea" Food Chem Toxicol 36(12):1061-1063
- Cao J., Zhao Y., Liu J., (1997), "Brick tea consumption as the cause of dental  fluorosis among children from Mongol, Kazak and Yugu  populations in China" Food Chem Toxicol 35(8):827-833
- Chen Yishi and Chen Fanzhou (1990): “A Survey of Export of Yunnan Tea for Tibet”. Tibet Studies. Journal of the Tibetan Academy of Social Sciences, vol. 2, no. 1, Lhasa, 1990, pp. 154-167.
- "History of Tea: China" 보관됨 2010-12-21 - 웨이백 머신
- Palace Museum Exhibition Brochure "Empty Vessels, Replenished Minds: the Culture, Practice and Art of Tea" Taiwan 2002[깨진 링크(과거 내용 찾기)]
- Jordan, Reinhold (1975): “Ein Beitrag zum Teeziegelgeld”. Die Münze, vol. 6, no. 1-12, 1975, pp. 248-250.
- Rosthorn, Arthur de (1895): On the Tea Cultivation in Western Ssuch´uan and the Trade with Tibet via Tachienlu. Luzac & Co., London, 1895.
- Sigler, O. Phares (1950): “Brick Tea Money”. Numismatic Scrapbook Magazine, vol. 16, no. 1, January 1950, pp. 81-84.
- Wang, Ling. (2003) Chinese tea culture, Pelanduk Publications, ISBN 9679787788